# Суперкубок Ізраїлю з футболу 1984
Суперкубок Ізраїлю з футболу 1984 — 14-й розіграш турніру (19-й, включаючи неофіційні розіграші). Матч відбувся 6 червня 1984 року між чемпіоном Ізраїлю клубом Маккабі (Хайфа) та володарем кубка Ізраїлю клубом Хапоель (Лод).
| Володар Суперкубка Ізраїлю 1984 |
| ------------------------------- |
|                                 |
| Хапоель (Лод) Перший титул      |

## Матч

### Деталі
| 6 червня 1984 |

| Маккабі (Хайфа) | 1:4 | Хапоель (Лод)                                   |
| --------------- | --- | ----------------------------------------------- |
| Армелі 9'       |     | Зайтун 27' Бен Мамас 42' Нааман 50' Бузагло 76' |

| Гаон, Тель-Авів Глядачів: 2 000 Арбітр: Іцхак Бен-Іцхак |

| В                |  | Задок Абрахам     |
| З                |  | Ейтан Ахароні     |
| З                |  | Йоссі Крамер      |
| З                |  | Рафі Осмо-старший |
| З                |  | Ехескель Ширі     |
| ПЗ               |  | Шалом Леві        |
| ПЗ               |  | Авраам Абукарат   |
| ПЗ               |  | Барух Меман       |
| Н                |  | Захі Армелі       |
| Н                |  | Моше Селектер     |
| Н                |  | Цадок Малка       |
| Головний тренер: |  |                   |
| Шломо Шарф       |  |                   |